# Ходоровский сельсовет (Могилёвская область)
Хо́доровский сельсовет (бел.  Ходараўскі сельсавет) — упразднённая административно-территориальная единица Горецкого района Могилёвской области Белоруссии.

## История
Ходоровский сельсовет упразднён 20 ноября 2013 года.

## Состав
Включал 17 населённых пунктов:
- Высоцкие — деревня.
- Городец — деревня.
- Гущено — деревня.
- Каменка — агрогородок.
- Логовино — деревня.
- Мальки — деревня.
- Окушки — деревня.
- Ольховец — деревня.
- Оршани — деревня.
- Першино — деревня.
- Полишино — деревня.
- Сафоново — деревня.
- Сорокопуды — деревня.
- Староселье — деревня.
- Стефаново — деревня.
- Ходоровка — деревня.
- Шавнево — деревня.